# Schillerstraße (Radebeul)
Die Schillerstraße ist eine Innerortsstraße der sächsischen Stadt Radebeul, in der Ursprungsgemarkung Radebeul selbst.

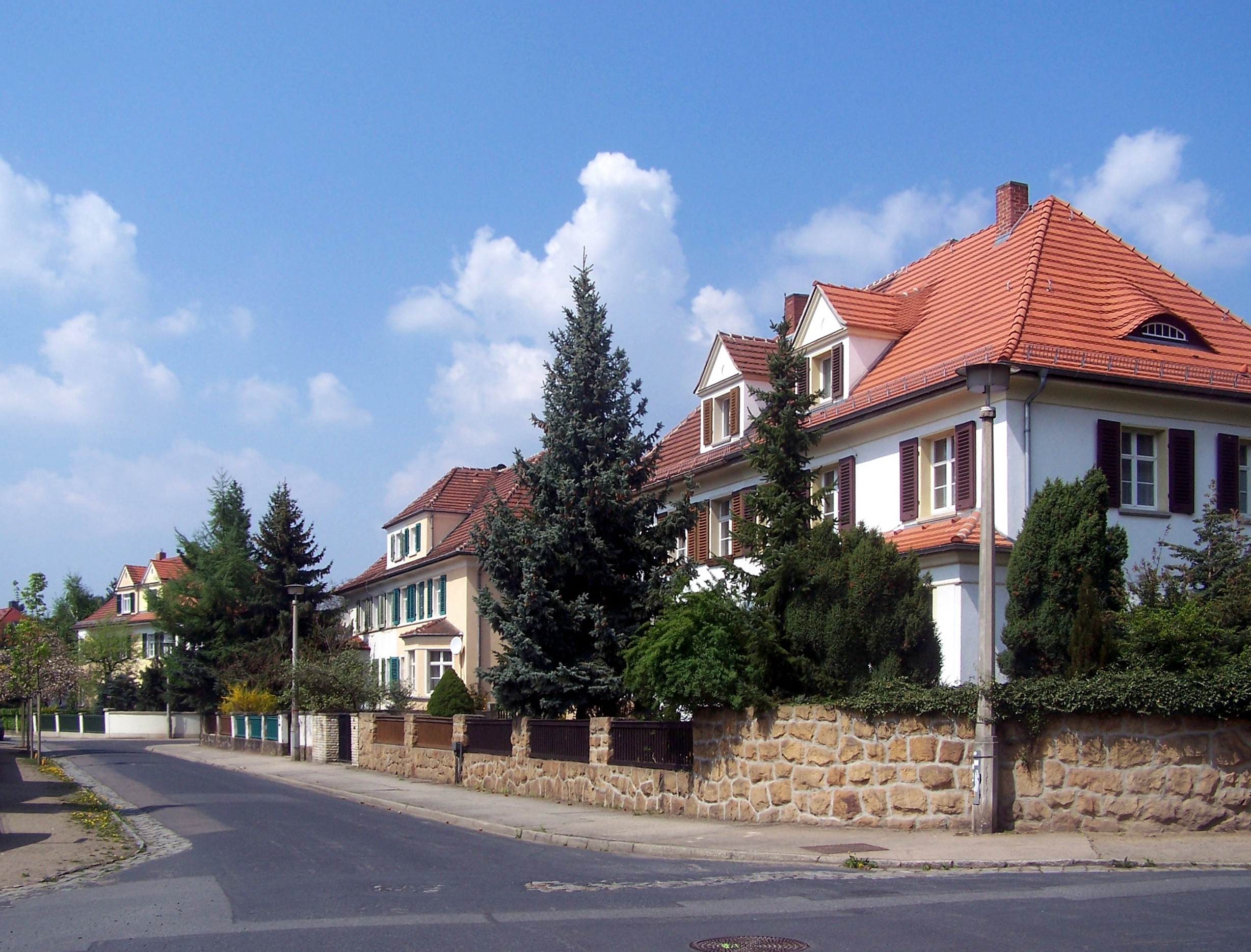
Wohnanlage Kantstraße: Schillerstraße 16, 14, 12

Die Schillerstraße ist neben der Goethestraße eine der beiden Zirkularstraßen, die quer zur Clara-Zetkin-Straße, Einsteinstraße, Karl-Marx-Straße und der August-Bebel-Straße verläuft, die im Dehio-Handbuch als Beispiel für das Radialstraßensystem des sogenannten Lindenquartiers aufgeführt sind, innerhalb dessen die gründerzeitliche Bebauung Radebeuls erwähnenswert gut erhalten ist.

## Bebauung
Die Benummerung der Hausadressen beginnt heute an der August-Bebel-Straße auf der südlichen Seite der Straße, d. h. von dort aus verlaufen auf der rechten Straßenseite die Nrn. 15 bis 31 an der Meißner Straße; auf der linken (nördlichen) Straßenseite geht es von der Nr. 12 bis zur Nr. 36 an der Stadtgrenze zu Dresden.
Zahlreiche der an der Goethestraße liegenden Gebäude stehen heute unter Denkmalschutz und sind daher in der Liste der Kulturdenkmale in Radebeul (Gemarkung) aufgeführt, teilweise unter Adressen von Nebenstraßen:
- Villa Heimkehr (August-Bebel-Straße 9), Nr. 12/Kantstraße 2, Kantstraße 1/Nr. 14, Nr. 15, Nr. 16/Karl-Marx-Straße 14, Nr. 17, Nr. 18, Villa Margarethe (Clara-Zetkin-Straße 1), Nr. 19, Nr. 20, Nr. 21, Einsteinstraße 8, Nr. 22, Nr. 29, Nr. 36

## Namensgebung
Im Jahr 1896 erhielt die Straße zu Ehren des Dichters Friedrich Schiller den Namen Schillerstraße, den sie auch heute noch trägt.

## Anwohner

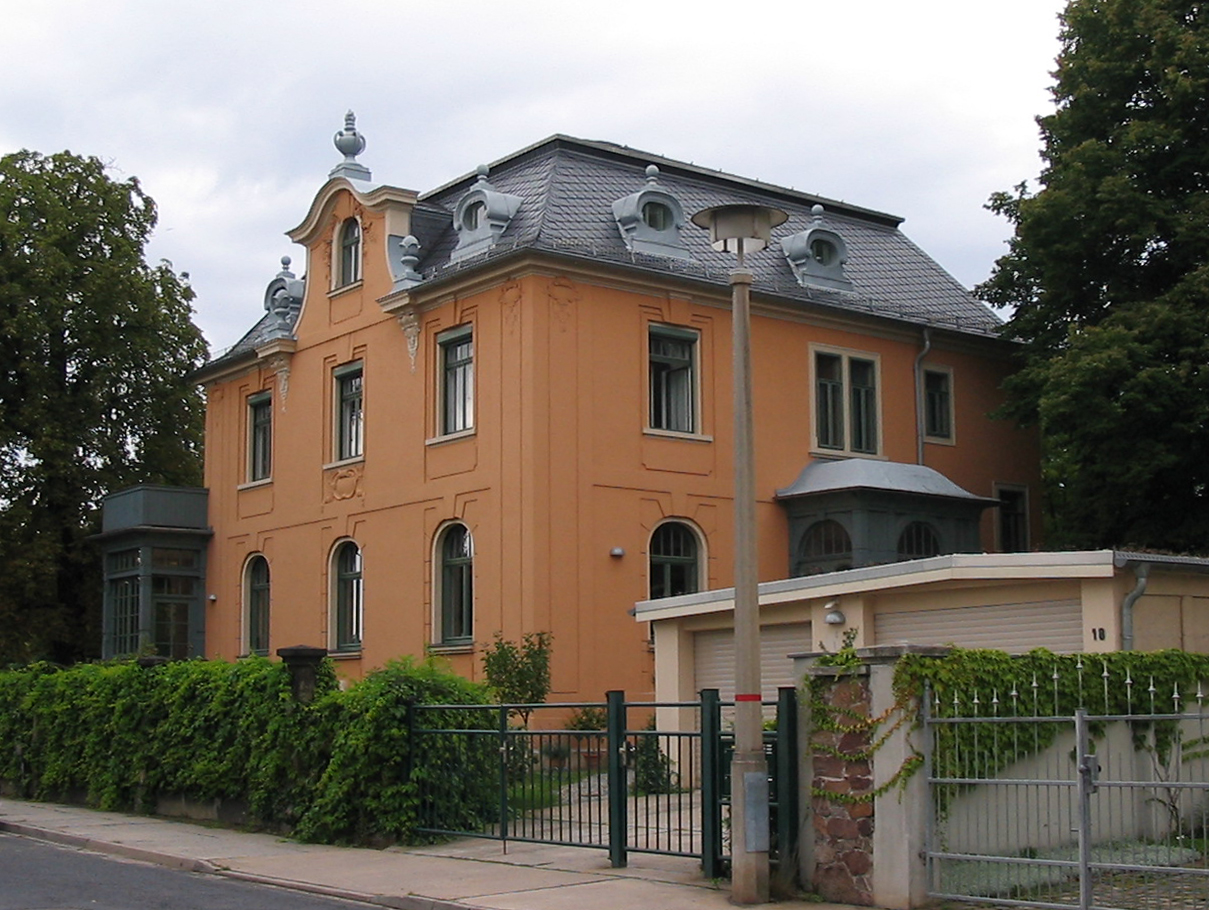
Villa von August Koebig, Schillerstraße

Auf dem Eckgrundstück Schillerstraße 18/Karl-Marx-Straße ließ sich der Fabrikbesitzer August Koebig (1855–1944) von den Baumeistern Gebrüder Ziller 1900 eine neobarocke Villa errichten, entworfen von dem Architekten Oswald Haenel.
Der Architekt Max Czopka (1888–1982) baute für die Baugenossenschaft zu Radebeul 1927 das Fünffamilienhaus Schillerstraße 15, in das er auch sein Büro verlegte.